# Schuja
Schuja (russisch Шуя) ist eine russische Stadt mit 58.486 Einwohnern (Stand 14. Oktober 2010) in der Oblast Iwanowo. Sie liegt rund 300 km nordöstlich von Moskau und 32 km südöstlich der Gebietshauptstadt Iwanowo an der Tesa, einem Nebenfluss der Kljasma. Nächstgelegene Stadt ist Kochma, 20 km nordwestlich von Schuja. 

## Wirtschaft, Geschichte
Die Stadt, die seit dem 14. Jahrhundert bekannt ist, war ursprünglich ein Handelszentrum. Ab dem 15. Jahrhundert residierten hier die im Dienste Moskaus stehenden einflussreichen Fürsten von Nischni Nowgorod-Susdal, die sich nach ihrer Residenzstadt Schuiski nannten. Im 19. Jahrhundert etablierte sich hier, wie in anderen Städten der Region, die Flachsverarbeitung. Auch stellte der Handel und die Verarbeitung von Schaffellen zu der Zeit einen wesentlichen Wirtschaftsfaktor dar. Im Jahr 1877 beschäftigten sich im Kreis Schuja mehr als 30 Dörfer mit etwa 5000 Personen mit der Verarbeitung von rohen Schafsfellen zu Schafsbekleidung. Im Ganzen waren dies etwa 600.000 Pelze und 60.000 Paar Handschuhe im Wert von 2.300.000 Rubeln.
Heute hat Schuja eine Reihe von Industrien, darunter Baumwollverarbeitung und Kunstfaserfabriken, Brauereien, Spanplattenproduktion und andere mehr. Auch mehrere Bildungsinstitutionen haben hier ihren Sitz.

## Sehenswürdigkeiten
Die Stadt mit ihrer Umgebung ist mit mehreren prächtigen Palästen und ehemaligen Adelssitzen eine Schatzkammer verschiedener Architekturrichtungen. Hier gibt es unter anderem das Palais, das Elisabeth von Russland 1729 bewohnte. Ebenfalls sehenswert ist mit 106 Metern der höchste freistehende Glockenturm der Welt, 1832 erbaut, der zu der Auferstehungskathedrale (1798) gehört.

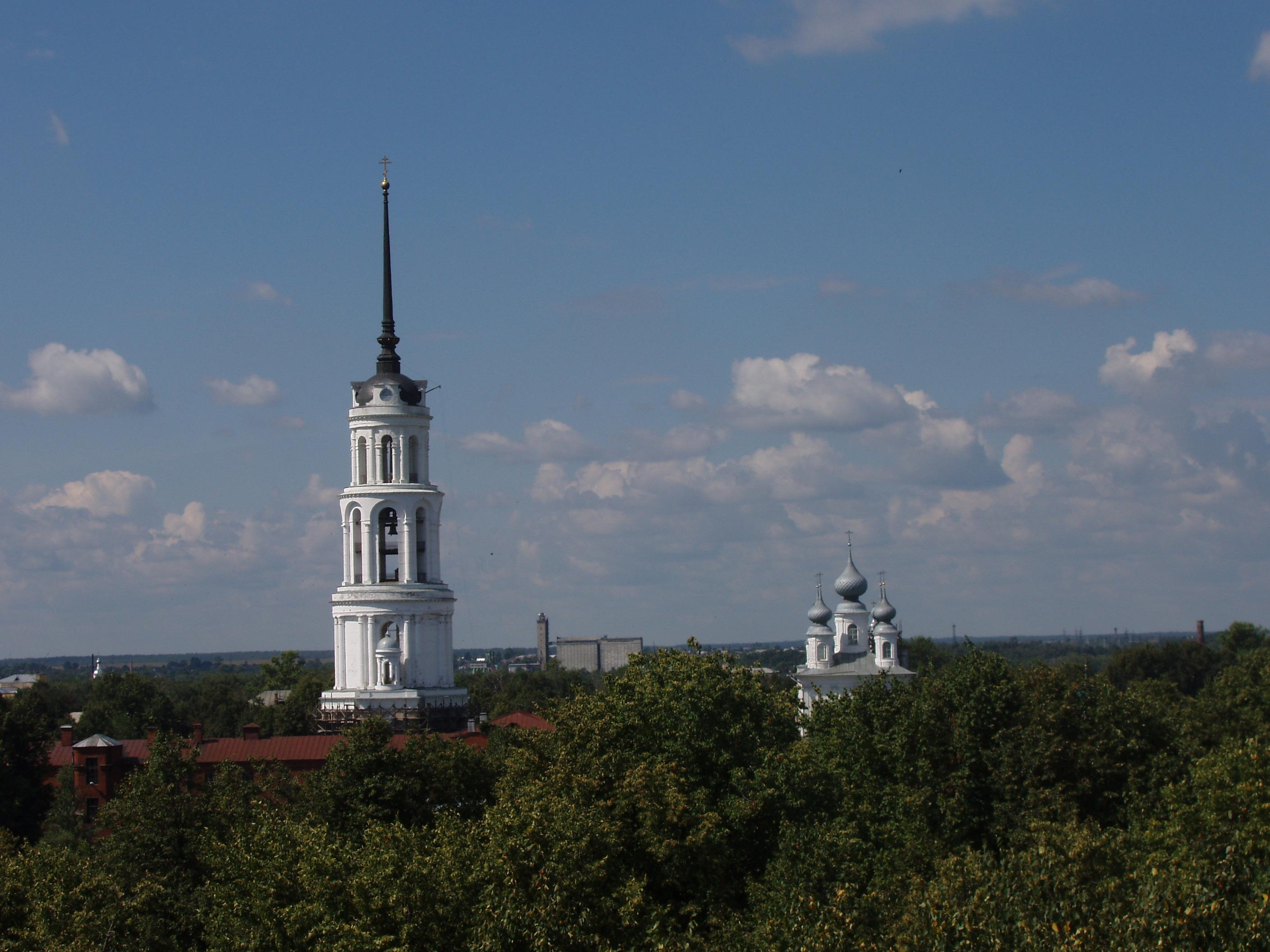
Glockenturm der Auferstehungskathedrale

Bevölkerungsentwicklung
| Jahr | Einwohner |
| ---- | --------- |
| 1897 | 19.583    |
| 1939 | 57.910    |
| 1959 | 64.562    |
| 1970 | 68.781    |
| 1979 | 72.263    |
| 1989 | 69.362    |
| 2002 | 62.449    |
| 2010 | 58.486    |

Anmerkung: Volkszählungsdaten

## Söhne und Töchter der Stadt
- Fjodor Wassiljew (ca. 1707–nach 1782), russischer Bauer und vielfacher Vater von Mehrlingen
- Olha Hruschewska (1878–1961), sowjetisch-ukrainische Historikerin und Literaturwissenschaftlerin
- Pawel Below (1897–1962), sowjetisch-russischer Generaloberst und Held der Sowjetunion
- Gennadi Nyrkow (1918–2001), sowjetisch-russischer Generalmajor
- Ljudmila Iwanowna Tschernych (1935–2017), russische Astronomin
- Andrei Fedossow (* 1986), russischer Boxer[3][4][5]

## Die Stadt als Namensgeber
Der am 16. September 1982 entdeckte Asteroid (4196) Shuya trägt seit 1991 den Namen der Stadt.